# Nashville tuning

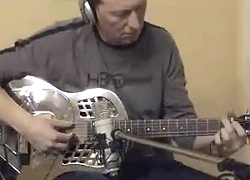
In de studio: Nashville tuning op een resonator-gitaar.

De Fake 12 of Nashville tuning is een manier om een zessnarige gitaar te laten klinken als een twaalfsnarige gitaar. Om dit effect te bereiken gebruikt men een afwijkende, zelf samen te stellen set stalen snaren op een akoestische ofwel westerngitaar.
De stemming en de diktes (in inches) van de snaren zijn als volgt, waarbij de twee dunste snaren, e en b, normaal gestemd zijn, en de andere een octaaf hoger:
| E'     | a'   | d'   | g'   | b    | e    |
| ------ | ---- | ---- | ---- | ---- | ---- |
| .030 w | .020 | .014 | .010 | .016 | .012 |

Vaak worden voor de twee dikste snaren (of soms alleen voor de E) roundwounds gebruikt en voor de andere plain steel snaren. Gitaristen experimenteren ook graag zelf met verschillende combinaties van snaardiktes.
Deze stemming wordt vooral in Nashville gebruikt, bij studio-opnames van westernmuziek. Vooral bij samenspel met een andere, gewoon gestemde ritmegitaar klinkt het heel bijzonder. Een handige bijkomstigheid is, dat een als Fake 12 gestemde western lichter te bespelen is dan een echte 12-string-westerngitaar.
Alhoewel minder gebruikelijk: om een speciale klank te verkrijgen kan de Nashville tuning ook op een dobro of resonator-gitaar worden toegepast, zie afbeelding.